# 萨如拉街道
萨如拉街道，是中华人民共和国内蒙古自治区包头市九原区下辖的一个乡镇级行政单位。

## 行政区划
萨如拉街道下辖以下地区：
第一社区、第二社区、第三社区和第四社区。